# Gene Ween
Aaron Freeman, plus connu sous son nom de scène Gene Ween (né le 17 mars 1970 à Philadelphie, en Pennsylvanie), est un chanteur, compositeur et guitariste américain. Il est membre fondateur du groupe de rock alternatif Ween, formé en 1984 avec son ami d'enfance Mickey Melchiondo.

## Biographie
À l'aube d'une crise identitaire, Freeman a annoncé son départ de Ween en 2012, peu après la sortie de son premier album solo Marvelous Clouds. Après avoir quitté le groupe, il cesse d'utiliser le nom de Gene Ween et se produit sous son nom de naissance. De 2014 à 2015, il conduit son propre groupe appelé Freeman.
En 2015, Freeman renoue avec le pseudonyme de Gene Ween et débute sa tournée Gene Ween Does Billy Joel. En février 2016, Freeman retrouve Melchiondo sur scène pour le retour de Ween, bien que le groupe n'ai pas encore sorti d'album depuis 2007.

### Vie privée
Aaron Freeman est marié à Sarah Poten de 1999 à 2003. Son divorce avec Poten inffluera la mélancolie dégagée par l'album Quebec (2003). De ce mariage naîtra en 1998 Ashton Freeman,. Freeman vit désormais avec sa femme Leah Ben-Ari et leur fils.
Freeman a déjà parlé de sa consommation de drogues sans pour autant en divulguer les détails[réf. souhaitée].

## Discographie

### Avec Ween
- 1990 : GodWeenSatan: The Oneness
- 1991 : The Pod
- 1992 : Pure Guava
- 1994 : Chocolat and Cheese
- 1996 : 12 Golden Country Greats
- 1997 : The Mollusk
- 2000 : White Pepper
- 2003 : Quebec
- 2005 : Shinola, Vol. 1
- 2007 : La Cucaracha

### Avec Z-Rock Hawaï
- 1997 : Z-Rock Hawaï

### Avec Freeman
- 2014 : Freeman